# Lieblingshof
Lieblingshof ist seit dem 7. Juni 2009 ein Ortsteil der Gemeinde Dummerstorf im Landkreis Rostock in Mecklenburg-Vorpommern (Deutschland).

## Geografie
Lieblingshof liegt 15 Kilometer südöstlich von Rostock, auf einer Grundmoräne zwischen den Warnow-Zuflüssen Kösterbeck und Zarnow sowie der oberen Recknitz. Das Siedlungsgebiet des Ortes ist sehr aufgelockert. Südlich von Lieblingshof erstreckt sich ein großes Naturschutzgebiet, das sich über die Niederungswälder bis zum Recknitztal hinzieht.
Zur ehemals selbständigen Gemeinde gehörten die Ortsteile Godow, Petschow und Wolfsberg.

## Geschichte
Godow wurde 1398 als mynes dorpheren to Godow ersterwähnt.
In Lieblingshof befand sich ein altes Gut. Die Besitzer wechselten über die Jahrhunderte häufig. Ende des 18. Jahrhunderts war der geadelte Jägermeister Johann Carl von Stein auf Hohen Gubkow der örtliche Gutsherr. Die Familie Hillmann (1807) konnte die Begüterung dagegen über mehrere Generationen bewirtschaften. Ähnlich die Familie von Arnim, von 1851–1907. Erster Arnim auf Lieblingshof wurde Ludwig Friedrich Bernhard von Arnim-Lütgenhof (1803–1859), der auch Aufnahme in die Mecklenburgische Ritterschaft fand. Die Arnims wohnten in Neustrelitz und verpachten Gut Lieblingshof mehrfach, eine Pächterin war Frau Richter. Eduard Jesse war zwanzig Jahre in der Folgezeit Gutsherr. Ab etwa 1927 wurde der Gutsbetrieb von der Mecklenburgischen Landgesellschaft betreut, um 1936 komplett aufgesiedelt.
Die Bedeutung von Petschow unterstreicht sich bis heute durch den Standort der Kirchengemeinde. Früher waren neun Ortschaften der näheren Region in eingekircht. Man sprach zu Beginn des 20. Jahrhunderts von einem Kompatronat. Die Kirchenpatrone waren u. a. die Gutsbesitzer in Hohen Gubkow mit einem weiteren Protonotär. Das Patronat galt früher ebenso für die Schuleinrichtungen.
Wolfsberg geht auf eine Gründung von 1840 zurück, zunächst mit vier Bauernstellen. Heute sind acht Höfe vorhanden und werden von mehreren Generationen bewohnt.

## Sehenswürdigkeiten

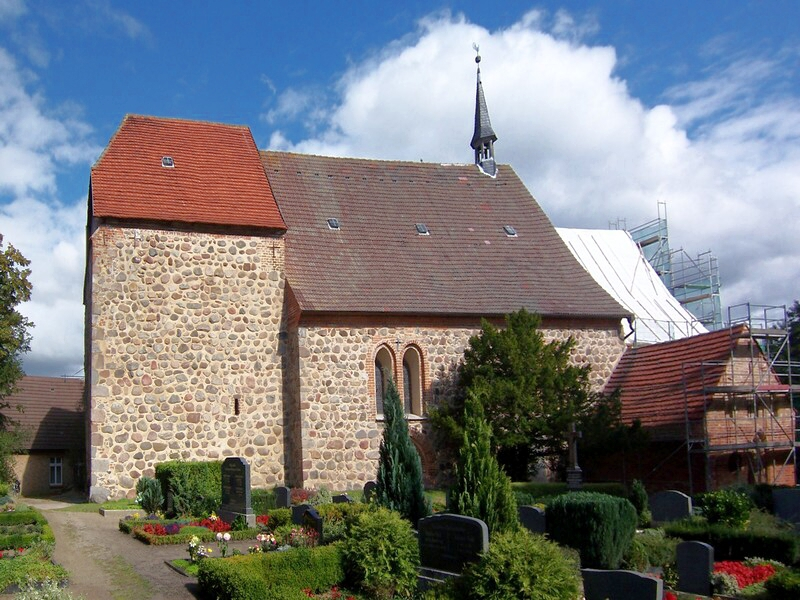
Dorfkirche Petschow

- Spätromanische bzw. frühgotische Dorfkirche Petschow als Feldsteinkirche aus dem 13. Jahrhundert mit  einjochigem Chor von um 1260, späterem zweijochigem, einschiffigem Langhaus und Turm aus dem 15. Jahrhundert; beachtliche Gewölbemalereien aus dem 14. Jahrhundert vorhanden.
- Gutshaus Lieblingshof: Eingeschossiger, 11-achsiger, Backsteinbau aus der Mitte des 19. Jahrhunderts; Gut.

→ Siehe auch Liste der Baudenkmale in Dummerstorf

## Verkehrsanbindung
Durch das Gebiet Lieblingshofs führt die Bundesautobahn 20 (Anschlüsse in Dummerstorf bzw. Sanitz).